# Top Teams Cup 2006-2007 (maschile)
La Top Teams Cup 2006/2007 è la 35ª edizione del secondo torneo pallavolistico europeo per importanza dopo la Champions League, l'ultima con questa denominazione, ed è stato organizzato come di consueto dalla Confédération Européenne de Volleyball (CEV).

La formula, per questa edizione, prevede 28 squadre suddivise in 7 gironi, giocati in concentramenti da disputarsi in casa di una delle 4 squadre. Si qualificano agli Ottavi di finale le prime classificate di ogni girone. Altre 9 squadre sono qualificate di diritto alla Main Phase.

Le 16 squadre rimaste si affrontano in gare di andata e ritorno negli Ottavi di finale e successivamente nei Quarti di finale. Durante questa fase, in caso di parità di vittorie viene giocato un set supplementare ai 25 per decretare il passaggio del turno.

Le 4 squadre rimaste danno vita alla Final four, che prevede Semifinali, Finale per il 3º e 4º posto e Finale per il 1º e 2º posto, in gare di sola andata, disputate al PalaPanini di Modena.
La vittoria finale è andata alla formazione slovena dell'Autocommerce Bled, al suo primo titolo in questa manifestazione.

## Squadre partecipanti

### Suddivisione per federazioni
Partecipano a questa edizione 37 squadre, provenienti da 27 Federazioni, così suddivise per nazioni:
2 squadre
- Cipro
- Lettonia
- Danimarca

- Ungheria
- Slovacchia
- Croazia

- Slovenia
- Belgio

- Finlandia
- Turchia

1 squadra
- Ucraina
- Estonia
- Belgio
- Austria

- Italia
- Albania
- Paesi Bassi
- Germania

- Spagna
- Azerbaigian
- Macedonia del Nord
- Grecia

- Montenegro
- Polonia
- Russia
- Svizzera

### Squadre ammesse ai gironi preliminari e composizione gironi
| Tournament #1 (giocato a Tartu Estonia) - Azovstal Mariupol - Tartu Pere Leib - Pepe Jeans Asse Lennik - Pafiakos Pafos Tournament #2 (giocato a Riga Lettonia) - SK Riga - Marienlyst Odense - Kometa Kaposvár - VKB Bratislava Tournament #3 (giocato a Zagabria Croazia) - HAOK Mladost - Modrica-Optima Modrica - Autocommerce Bled - Technopribor-Bela Mogilev Tournament #4 (giocato a Maribor Slovenia) - OK Maribor - Posojilnica Aich/Dob - Cimone Modena - Omonia Nicosia | Tournament #5 (giocato a Rovaniemi Finlandia) - Perungan Pojat - Gentofte Volley - Lase-R Riga - Dinamo Tirana Tournament #6 (giocato a Doetinchem Paesi Bassi) - Orion - SCC Berlin - OK Karlovac - Unicaja Arukasur Almeria Tournament #7 (giocato a Budua Montenegro) - Azerfnet Baku - Rivijera Budva - Paok Thessaloniki - Shakhtospetsstroi Soligorsk |

### Squadre ammesse di diritto alla Maine Phase
- Vegyesz Kazincbarcika
- Isku Tampere
- Rabotnicki-Fersped Skopje
- CVM Tomis Constanta
- Fenerbahçe Istanbul

- Arkas
- AZS Częstochowa
- Iskra Odincovo
- Chênois Geneve

## Gironi preliminari

### Risultati
| Tournament #1 |                   |     |                                   |
|               |                   |     |                                   |
| 15-12         | Mariupol - Tartu  | 3-1 | 25-23, 18-25, 25-20, 25-16        |
| 15-12         | Lennik - Pafos    | 3-1 | 25-13, 26-24, 21-25, 25-16        |
| 16-12         | Tartu - Pafos     | 3-2 | 21-25, 25-23, 25-22, 22-25, 15-12 |
| 16-12         | Mariupol - Lennik | 3-2 | 25-22, 25-22, 17-25, 18-25, 15-13 |
| 17-12         | Pafus - Mariupol  | 2-3 | 20-25, 30-28, 25-20, 18-25, 10-15 |
| 17-12         | Tartu - Lennik    | 1-3 | 18-25, 28-26, 19-25, 19-25        |

| Tournament #2 |                       |     |                                   |
|               |                       |     |                                   |
| 15-12         | Riga - Odense         | 3-0 | 25-17, 25-22, 25-17               |
| 15-12         | Kaposvar - Bratislava | 2-3 | 24-26, 25-15, 25-15, 17-25, 9-15  |
| 16-12         | Riga - Kaposvar       | 2-3 | 25-21, 21-25, 17-25, 26-24, 15-17 |
| 16-12         | Odense - Bratislava   | 0-3 | 10-25, 21-25, 16-25               |
| 17-12         | Bratislava - Riga     | 0-3 | 21-25, 18-25, 27-29               |
| 17-12         | Kaposvar - Odense     | 3-1 | 25-16, 19-25, 25-16, 25-13        |

| Tournament #3 |                   |     |                            |
|               |                   |     |                            |
| 15-12         | Zagreb - Modrica  | 3-0 | 25-18, 25-18, 25-14        |
| 15-12         | Bled - Mogilev    | 3-0 | 25-11, 25-18, 25-21        |
| 16-12         | Mogilev - Zagreb  | 0-3 | 23-25, 19-25, 18-25        |
| 16-12         | Modrica - Bled    | 0-3 | 14-25, 19-25, 23-25        |
| 17-12         | Zagreb - Bled     | 1-3 | 21-25, 25-18, 23-25, 25-27 |
| 17-12         | Mogilev - Modrica | 3-1 | 22-25, 25-20, 25-19, 25-15 |

| Tournament #4 |                    |     |                            |
|               |                    |     |                            |
| 15-12         | Maribor - Aich/Dob | 3-1 | 25-21, 23-25, 25-19, 25-16 |
| 15-12         | Modena - Nicosia   | 3-1 | 23-25, 25-13, 30-28, 25-14 |
| 16-12         | Maribor - Modena   | 0-3 | 23-25, 14-25, 18-25        |
| 16-12         | Aich/Dob - Nicosia | 0-3 | 21-25, 24-26, 23-25        |
| 17-12         | Nicosia - Maribor  | 0-3 | 18-25, 18-25, 18-25        |
| 17-12         | Modena - Aich/Dob  | 3-0 | 25-15, 25-21, 28-26        |

| Tournament #5 |                      |     |                                  |
|               |                      |     |                                  |
| 15-12         | Rovaniemi - Gentofte | 3-0 | 25-16, 25-18, 25-22              |
| 15-12         | Riga - Tirana        | 3-1 | 25-14, 20-25, 25-17, 25-18       |
| 16-12         | Tirana - Rovaniemi   | 0-3 | 12-25, 18-25, 13-25              |
| 16-12         | Gentofte - Riga      | 0-3 | 16-25, 20-25, 20-25              |
| 17-12         | Rovaniemi - Riga     | 3-2 | 25-14, 24-26, 25-14, 19-25, 15-8 |
| 17-12         | Gentofte - Tirana    | 3-0 | 25-20, 25-21, 25-8               |

| Tournament #6 |                       |     |                            |
|               |                       |     |                            |
| 15-12         | Doetinchem - Berlin   | 3-0 | 25-22, 25-22, 25-23        |
| 15-12         | Karlovac - Almeria    | 0-3 | 17-25, 20-25, 20-25        |
| 16-12         | Karlovac - Doetinchem | 0-3 | 23-25, 17-25, 18-25        |
| 16-12         | Almeria - Berlin      | 3-1 | 25-21, 21-25, 25-12, 25-18 |
| 17-12         | Doetinchem - Almeria  | 3-1 | 27-29, 25-21, 25-17, 36-34 |
| 17-12         | Berlin - Karlovac     | 3-0 | 25-22, 25-10, 25-19        |

| Tournament #7 |                          |     |                                   |
|               |                          |     |                                   |
| 15-12         | Baku - Budva             | 0-3 | 17-25, 20-25, 21-25               |
| 15-12         | Thessaloniki - Soligorsk | 3-0 | 25-18, 25-22, 25-22               |
| 16-12         | Budva - Soligorsk        | 3-0 | 25-21, 25-19, 25-15               |
| 16-12         | Baku - Thessaloniki      | 0-3 | 16-25, 17-25, 20-25               |
| 17-12         | Thessaloniki - Budva     | 3-2 | 24-26, 25-20, 25-18, 21-25, 15-13 |
| 17-12         | Soligorsk - Baku         | 3-2 | 25-22, 25-22, 23-25, 20-25, 23-21 |

### Classifiche
| Tournament #1 | Tournament #1          | Tournament #1 | Partite | Partite | Set | Set | Set  | Punti Set | Punti Set | Punti Set |
| #             | Squadra                | Pt            | V       | P       | V   | P   | Qz   | V         | P         | Qz        |
| ------------- | ---------------------- | ------------- | ------- | ------- | --- | --- | ---- | --------- | --------- | --------- |
| 1             | Azovstal Mariupol      | 6             | 3       | 0       | 9   | 5   | 1.80 | 306       | 294       | 1.04      |
| 2             | Pepe Jeans Asse Lennik | 5             | 2       | 1       | 8   | 5   | 1.60 | 305       | 262       | 1.16      |
| 3             | Tartu Pere Leib        | 4             | 1       | 2       | 5   | 8   | 0.62 | 276       | 301       | 0.92      |
| 4             | Pafiakos Pafos         | 3             | 0       | 3       | 5   | 9   | 0.56 | 288       | 318       | 0.91      |

| Tournament #2 | Tournament #2     | Tournament #2 | Partite | Partite | Set | Set | Set  | Punti Set | Punti Set | Punti Set |
| #             | Squadra           | Pt            | V       | P       | V   | P   | Qz   | V         | P         | Qz        |
| ------------- | ----------------- | ------------- | ------- | ------- | --- | --- | ---- | --------- | --------- | --------- |
| 1             | SK Riga           | 5             | 2       | 1       | 8   | 3   | 2.67 | 258       | 234       | 1.10      |
| 2             | Kometa Kaposvár   | 5             | 2       | 1       | 8   | 6   | 1.33 | 306       | 270       | 1.13      |
| 3             | VKB Bratislava    | 5             | 2       | 1       | 6   | 5   | 1.20 | 237       | 226       | 1.05      |
| 4             | Marienlyst Odense | 3             | 0       | 3       | 1   | 9   | 0.11 | 163       | 244       | 0.71      |

| Tournament #3 | Tournament #3             | Tournament #3 | Partite | Partite | Set | Set | Set  | Punti Set | Punti Set | Punti Set |
| #             | Squadra                   | Pt            | V       | P       | V   | P   | Qz   | V         | P         | Qz        |
| ------------- | ------------------------- | ------------- | ------- | ------- | --- | --- | ---- | --------- | --------- | --------- |
| 1             | Bled                      | 6             | 3       | 0       | 9   | 1   | 9.00 | 245       | 200       | 1.22      |
| 2             | HAOK Mladost              | 5             | 2       | 1       | 7   | 3   | 2.33 | 244       | 205       | 1.19      |
| 3             | Technopribor-Bela Mogilev | 4             | 1       | 2       | 3   | 7   | 0.43 | 207       | 229       | 0.90      |
| 4             | Modrica-Optima Modrica    | 3             | 0       | 3       | 1   | 9   | 0.11 | 185       | 247       | 0.75      |

| Tournament #4 | Tournament #4        | Tournament #4 | Partite | Partite | Set | Set | Set  | Punti Set | Punti Set | Punti Set |
| #             | Squadra              | Pt            | V       | P       | V   | P   | Qz   | V         | P         | Qz        |
| ------------- | -------------------- | ------------- | ------- | ------- | --- | --- | ---- | --------- | --------- | --------- |
| 1             | Cimone Modena        | 6             | 3       | 0       | 9   | 1   | 9.00 | 256       | 197       | 1.30      |
| 2             | OK Maribor           | 5             | 2       | 1       | 6   | 4   | 1.50 | 228       | 210       | 1.09      |
| 3             | Omonia Nicosia       | 4             | 1       | 2       | 4   | 6   | 0.67 | 210       | 246       | 0.85      |
| 4             | Posojilnica Aich/Dob | 0             | 0       | 3       | 1   | 9   | 0.11 | 211       | 252       | 0.84      |

| Tournament #5 | Tournament #5   | Tournament #5 | Partite | Partite | Set | Set | Set  | Punti Set | Punti Set | Punti Set |
| #             | Squadra         | Pt            | V       | P       | V   | P   | Qz   | V         | P         | Qz        |
| ------------- | --------------- | ------------- | ------- | ------- | --- | --- | ---- | --------- | --------- | --------- |
| 1             | Perungan Pojat  | 6             | 3       | 0       | 9   | 2   | 4.50 | 258       | 186       | 1.39      |
| 2             | Lase-R Riga     | 5             | 2       | 1       | 8   | 4   | 2.00 | 257       | 238       | 1.08      |
| 3             | Gentofte Volley | 4             | 1       | 2       | 3   | 6   | 0.50 | 187       | 199       | 0.68      |
| 4             | Dinamo Tirana   | 3             | 0       | 3       | 1   | 9   | 0.11 | 166       | 245       | 0.68      |

| Tournament #6 | Tournament #6            | Tournament #6 | Partite | Partite | Set | Set | Set  | Punti Set | Punti Set | Punti Set |
| #             | Squadra                  | Pt            | V       | P       | V   | P   | Qz   | V         | P         | Qz        |
| ------------- | ------------------------ | ------------- | ------- | ------- | --- | --- | ---- | --------- | --------- | --------- |
| 1             | Orion                    | 6             | 3       | 0       | 9   | 1   | 9.00 | 263       | 226       | 1.16      |
| 2             | Unicaja Arukasur Almeria | 5             | 2       | 1       | 7   | 4   | 1.75 | 272       | 246       | 1.11      |
| 3             | SCC Berlin               | 4             | 1       | 2       | 4   | 6   | 0.67 | 218       | 222       | 0.98      |
| 4             | OK Karlovac              | 3             | 0       | 3       | 0   | 9   | 0.00 | 166       | 225       | 0.74      |

| Tournament #7 | Tournament #7               | Tournament #7 | Partite | Partite | Set | Set | Set  | Punti Set | Punti Set | Punti Set |
| #             | Squadra                     | Pt            | V       | P       | V   | P   | Qz   | V         | P         | Qz        |
| ------------- | --------------------------- | ------------- | ------- | ------- | --- | --- | ---- | --------- | --------- | --------- |
| 1             | Paok Thessaloniki           | 6             | 3       | 0       | 9   | 2   | 4.50 | 260       | 217       | 1.20      |
| 2             | Rivijera Budva              | 5             | 2       | 1       | 8   | 3   | 2.67 | 252       | 223       | 1.13      |
| 3             | Shakhtospetsstroi Soligorsk | 4             | 1       | 2       | 3   | 8   | 0.37 | 223       | 265       | 0.88      |
| 4             | Azerfnet Baku               | 3             | 0       | 3       | 2   | 9   | 0.22 | 226       | 266       | 0.85      |

## Ottavi di finale
| Andata |                         |     |                               |
|        |                         |     |                               |
| 10-01  | Kazinbarcika - Mariupol | 2-3 | 25-21 16-25 25-17 21-25 18-20 |
| 10-01  | Tampere - Skopje        | 0-3 | 21-25 19-25 18-25             |
| 10-01  | Constanta – Doetinchem  | 3-1 | 23-25 25-18 25-19 25-21       |
| 10-01  | Bled - Istanbul         | 3-0 | 25-16 25-20 25-19             |
| 09-01  | Izmir - Thessaloniki    | 3-0 | 25-20 25-13 25-13             |
| 10-01  | Modena - Czestochowa    | 1-3 | 21-25 28-26 21-25 24-26       |
| 10-01  | Odincovo - Rovaniemi    | 3-2 | 21-25 25-15 23-25 25-16 15-7  |
| 10-01  | Riga - Geneve           | 3-0 | 25-21 25-22 25-18             |

| Ritorno |                         |     |                                                |
|         |                         |     |                                                |
| 17-01   | Mariupol – Kazinbarcika | 3-1 | 25-23 23-25 25-20 25-12                        |
| 18-01   | Skopje – Tampere        | 3-1 | 25-18 21-25 25-20 25-20                        |
| 17-01   | Doetinchem – Constanta  | 1-3 | 23-25 24-26 25-22 17-25                        |
| 17-01   | Istanbul – Bled         | 1-3 | 22-25 25-20 19-25 21-25                        |
| 17-01   | Thessaloniki – Izmir    | 3-2 | 25-19 19-25 17-25 25-17 18-16 Golden set 21-25 |
| 17-01   | Czestochowa – Modena    | 0-3 | 21-25 30-32 19-25 Golden set 25-27             |
| 17-01   | Rovaniemi – Odincovo    | 3-2 | 25-19 12-25 25-23 18-25 15-12 Golden set 19-25 |
| 17-01   | Geneve - Riga           | 3-1 | 25-20 24-26 25-22 25-21 Golden set 26-24       |

## Quarti di finale
| Andata |                   |     |                               |
|        |                   |     |                               |
| 30-01  | Mariupol – Skopje | 0-3 | 20-25 20-25 16-25             |
| 30-01  | Constanta - Bled  | 3-2 | 25-21 25-18 22-25 18-25 17-15 |
| 30-01  | Izmir – Modena    | 3-2 | 24-26 21-25 25-22 25-18 18-16 |
| 30-01  | Odincovo - Geneve | 3-0 | 25-21 25-14 25-20             |

| Ritorno |                   |     |                                          |
|         |                   |     |                                          |
| 08-02   | Skopje – Mariupol | 3-1 | 25-20 20-25 25-15 25-22                  |
| 07-02   | Bled – Constanta  | 3-0 | 25-18 25-18 25-15 Golden set 25-20       |
| 07-02   | Modena – Izmir    | 3-1 | 22-25 25-20 25-21 25-11 Golden set 25-13 |
| 07-02   | Geneve – Odincovo | 0-3 | 18-25 18-25 21-25                        |

## Final Four
La Final Four si è disputata a Modena (Italia) .

Gli accoppiamenti della Final Four, stabiliti dal regolamento CEV, prevedono che in caso di qualificazione di due squadre della stessa nazione, queste si incontrino in semifinale. Nel caso, invece, della presenza di squadre di nazioni diverse, verrà effettuato un nuovo sorteggio.
|  | Semifinali | Semifinali | Semifinali |      |        | Finale             | Finale             | Finale             |  |
|  |            |            |            |      |        |                    |                    |                    |  |
|  | Skopje     | Skopje     | 1          |      |        |                    |                    |                    |  |
|  | Skopje     | Skopje     | 1          |      |        |                    |                    |                    |  |
|  | Bled       | Bled       | 3          |      |        |                    |                    |                    |  |
|  | Bled       | Bled       | 3          |      | Modena | Modena             | 2                  |                    |  |
|  |            |            |            |      | Modena | Modena             | 2                  |                    |  |
|  |            |            | Bled       | Bled | 3      |                    |                    |                    |  |
|  | Modena     | Modena     | Bled       | Bled | 3      | 3                  |                    |                    |  |
|  | Modena     | Modena     |            |      |        | 3                  |                    |                    |  |
|  | Odincovo   | Odincovo   | 0          |      |        | Finale 3º/4º posto | Finale 3º/4º posto | Finale 3º/4º posto |  |
|  | Odincovo   | Odincovo   | 0          |      |        |                    |                    |                    |  |
|  |            |            |            |      |        |                    |                    |                    |  |
|  |            |            |            |      |        | Skopje             | Skopje             | 1                  |  |
|  |            |            |            |      |        | Skopje             | Skopje             | 1                  |  |
|  |            |            |            |      |        | Odincovo           | Odincovo           | 3                  |  |

| Semifinali |                   |     |                         |
|            |                   |     |                         |
| 10-03      | Skopje – Bled     | 1-3 | 19-25 17-25 25-18 23-25 |
| 10-03      | Modena – Odincovo | 3-0 | 25-12 25-20 25-21       |

| Finale 3º/4º posto |                   |     |                         |
|                    |                   |     |                         |
| 11-03              | Skopje – Odincovo | 1-3 | 16-25 16-25 25-23 18-25 |

| Finale |               |     |                               |
|        |               |     |                               |
| 11-03  | Modena – Bled | 2-3 | 16-25 24-26 25-14 26-24 10-15 |